# Дембно (Опатовський повіт)
Дембно (пол. Dębno) — село в Польщі, у гміні Ожарув Опатовського повіту Свентокшиського воєводства.
Населення — 166 осіб (2011).
У 1975-1998 роках село належало до Тарнобжезького воєводства.

## Демографія
Демографічна структура на день 31 березня 2011 року:
|          | Загалом | Допрацездатний вік | Працездатний вік | Постпрацездатний вік |
| -------- | ------- | ------------------ | ---------------- | -------------------- |
| Чоловіки | 90      | 27                 | 49               | 14                   |
| Жінки    | 76      | 12                 | 39               | 25                   |
| Разом    | 166     | 39                 | 88               | 39                   |